# Basell
Basell Polyolefins era un'azienda nata dalla joint venture tra BASF e Shell che si occupava della produzione di polipropilene di polietilene e di catalizzatori per polipropilene. Dal 2005 faceva parte del gruppo finanziario americano Access Industries.
In Italia, grazie a Basell Poliolefine Italia era presente:
- a Ferrara con il Centro Ricerche "Giulio Natta", impianti produttivi, uffici amministrativi e la sede legale
- a Terni con impianti produttivi (ora chiusi)
- a Brindisi con impianti produttivi
- a Milano con attività commerciali.

Ha sostituito in parte la Montedison, acquisendone alcune delle attività. In passato si è chiamata anche Himont (fusione tra Montedison e Hercules) o Montell (fusione tra Montedison e Shell).
Il 20 dicembre 2007 ha cambiato denominazione in LyondellBasell Industries, a seguito della fusione con l'azienda americana Lyondell.